# MochiKit
MochiKit(もちきっと,もききっと) は Bob Ippolito によって書かれ保守されている軽量JavaScriptライブラリのことである。
Pythonネットワーキングフレームワーク、Twistedにインスパイアされ、非同期型の遅延実行のコンセプトを使用している。これは、ウェブサーバとの対話を保持する、Ajaxアプリケーションと呼ばれることがある動的ウェブページ開発で役立っている。
とくに注目すべきは、JSONエンコードデータセットと動的ページコンポーネントを容易に生成する関数の集合MochiKit.DOMをロードし操作する能力である。 
MochiKitはTurboGears Pythonウェブアプリケーションスタックのクライアントサイドの機能性の基礎を形成する。多分、Pythonコミュニティにいる著者の関与の結果として、MochiKitは
Pythonプログラマによく知られている多くのイディオムを使用し、Pythonベースのウェブアプリケーションで普通に使われている。